# Anne Rikala
Anne Rikala (Kangasala, 20 de febrero de 1977) es una deportista finlandesa que compitió en piragüismo en la modalidad de aguas tranquilas. Ganó cinco medallas en el Campeonato Mundial de Piragüismo entre los años 2006 y 2013, y cuatro medallas en el Campeonato Europeo de Piragüismo entre los años 2006 y 2008.

## Palmarés internacional
| Campeonato Mundial | Campeonato Mundial       | Campeonato Mundial | Campeonato Mundial |
| Año                | Lugar                    | Medalla            | Competición        |
| ------------------ | ------------------------ | ------------------ | ------------------ |
| 2006               | Szeged (Hungría)         | Medalla de bronce  | K2 200 m           |
| 2007               | Duisburgo (Alemania)     | Medalla de plata   | K1 200 m           |
| 2007               | Duisburgo (Alemania)     | Medalla de plata   | K1 500 m           |
| 2010               | Poznań (Polonia)         | Medalla de bronce  | K1 5000 m          |
| 2013               | Duisburgo (Alemania)     | Medalla de bronce  | K1 5000 m          |
| Campeonato Europeo |                          |                    |                    |
| Año                | Lugar                    | Medalla            | Competición        |
| 2006               | Račice (República Checa) | Medalla de bronce  | K2 200 m           |
| 2007               | Pontevedra (España)      | Medalla de plata   | K1 200 m           |
| 2007               | Pontevedra (España)      | Medalla de bronce  | K1 500 m           |
| 2008               | Milán (Italia)           | Medalla de plata   | K2 500 m           |